# Краснознамённая улица (Оренбург)
Краснознамённая улица — одна из магистральных улиц в центре Оренбурга.

## История
С 1744 по 1760 годы улица Казанская, до 1926 года улица Петропавловская. Первоначально называлась Краснознаменская.

## Расположение
Имеет направление с запада на восток от улицы Гая до улицы Маршала Жукова. Протяжённость около 1,6 км.

## Застройка

### Здания культуры
- Музей Оренбургской городской организации Всероссийского общества инвалидов.

### Памятники истории и архитектуры[3][4]
- № 2 — Дом городской усадьбы Л.В. Савиновой. 1 половина XIX - начало XX вв.
- № 4 — Здание в стиле эклектики с элементами барокко. Время постройки: рубеж XIX - XX вв.
- № 5 — Городская усадьба Ф.Б.Сачкова. Дом жилой. 1880-е гг.
- № 7 — Классический особняк с мезонином. 1 половина XIX в.
- № 9 — Гостиница «Бристоль». 1907 г.
- № 14 — Дом городской усадьбы. 1910-е гг.
- № 19 — Дом купца Ф.А. Самоделкина. Время постройки: начало XX в.
- № 20 — Дом, где в 1897 году был организован первый городской марксистский кружок.
- № 24 (Советская) — Дом купца В. Трошина. 1910-е гг.
- № 24 (Пролетарская) — Дом торговый. 1900-е гг.
- № 32 — Жилой дом городской усадьбы. Время постройки: рубеж XIX - XX вв.
- № 33 — Особняк. 1900-е гг.
- № 43 — Лечебница глазная. Время постройки: конец XIX в.
- № 46 — Приют родильный. 1903 г.

### Памятники
- Стела, установленная в честь основания города Оренбурга. 1967 г.

### Парки
- Сквер имени Полины Осипенко.

### Спорт
- Стадион Динамо.